# Lisl Steiner
Lisl Steiner (Viena, 19 de noviembre de 1927-Pound Ridge, Estados Unidos; 7 de junio de 2023) fue una destacada fotógrafa, reportera gráfica y documentalista austriacoestadounidense. Es particularmente conocida por sus fotografías de figuras políticas y culturales de las décadas de 1950 y 1960, como Fidel Castro, Louis Armstrong, Jacqueline Kennedy Onassis, Richard Nixon y Henri Cartier-Bresson.

## Primeros años
Steiner nació en Viena, Austria, en 1927. Poco después de que Adolf Hitler anexara Austria en 1938, ella y su familia emigraron a Buenos Aires, Argentina. Estudió arte en la Universidad de Buenos Aires y en la Escuela de Artes Decorativas Fernando Fader.

## Carrera profesional
A los 20, Steiner comenzó a trabajar en documentales. Ayudó a producir unos 50 documentales para el Ministerio de Relaciones Exteriores de Argentina.
La carrera de fotoperiodismo de Steiner comenzó alrededor de los 30 años, cuando publicó una fotografía del presidente de Argentina, Pedro Eugenio Aramburu para la revista Life. Luego pasó a trabajar para la revista brasileña O Cruzeiro, realizando asignaciones fotográficas en América Latina.
En 1960, se mudó a la ciudad de Nueva York y comenzó a trabajar como autónoma para Time, Newsweek , The New York Times , Life y Associated Press. Ese año, fotografió a Fidel Castro durante una famosa visita a las Naciones Unidas. Sus temas de esta época incluyen al artista Henri Cartier-Bresson, el presidente estadounidense Jimmy Carter y el funeral de estado de John F. Kennedy.
En 2000, la Leica Gallery de Manhattan realizó una retrospectiva de su trabajo.

## Vida personal
Steiner se mudó a Westchester, Nueva York a principios de la década de 1970. Residente desde hace mucho tiempo de Pound Ridge, pasó 24 años viviendo con su esposo, el psiquiatra Meyer Monchek, quien falleció en 1992.